# Hospital Universitario Juan Ramón Jiménez
El Hospital Universitario Juan Ramón Jiménez es un complejo hospitalario público perteneciente al Servicio Andaluz de Salud ubicado en la ciudad española de Huelva. Fue inaugurado en 1993 y su nombre rinde homenaje al nobel de literatura onubense Juan Ramón Jiménez.

## Historia
El hospital Juan Ramón Jiménez fue edificado para responder a la falta de especialidades existentes en la provincia de Huelva, que hasta la fecha dependía, en muchas de estas especialidades, de los centros hospitalarios de la provincia de Sevilla. Su inauguración supuso el relevo generacional del hospital Manuel Lois García, desde el que se trasladaron sus profesionales y pacientes y que fue clausurado el 28 de diciembre de 1993.
El Servicio de Medicina Nuclear llegó a la provincia de Huelva de la mano de este centro en el año 1994 y la Oncología Radioterapéutica, en 1995. Los primeros cateterismos cardiacos en la provincia fueron realizados en su unidad de Cardiología Hemodinámica en el año 2000, mientras que las primeras resonancias nucleares magnéticas se realizaron en el 2002. La Unidad de Mama se inauguró en el 2007 y la de Cuidados Paliativos, en el 2012.
En 2018, cuando se cumplían 25 años desde la inauguración del centro hospitalario, habían nacido en sus instalaciones 66 000 niños y niñas, se habían atendido 2 700 000 de urgencias hospitalarias y se habían llevado a cabo más de 333 000 intervenciones quirúrgicas.
Durante estos años, el hospital ha sido pionero en el proyecto de digitalización de las imágenes médicas, así como el pilotaje y extensión del programa de diagnóstico precoz de la retinopatía diabética. También ha sido pionero en la realización del test prenatal no invasivo y en la implantación de determinadas técnicas de cirugía en consulta con anestesia local dentro de las patologías uterinas y endometriales.

## Docencia
Junto con la inauguración del hospital en 1993 se inició su faceta docente, contando en un principio con veinte especialidades y en la actualidad, con veintiocho. Cuenta con un convenio con la Universidad de Huelva en la formación de estudiantes de Enfermería.

## Cartera de servicios
La cartera de servicios hospitalaria del hospital Juan Ramón Jiménez es la siguiente:
| - Alergología - Angiología y cirugía vascular - Aparato digestivo - Biomarcadores en cáncer - Cardiología - Centros de transfusión de tejidos y células - Cirugía cardiovascular - Cirugía general y aparato digestivo - Cirugía oral y maxilofacial - Cirugía ortopédica y traumatología - Cirugía plástica y reparadora - Dermatología médico-quirúrgica y venereología - Hematología Clínica - Medicina nuclear | - Medicina preventiva y salud pública - Nefrología - Neumología - Neurocirugía - Neurofisiología clínica - Neurología - Obstetricia y Ginecología - Oftalmología - Oncología médica - Oncología radiotépica - Oncología y onco-hematología infantil - Otorrinolaringología - Reumatología - Urología |

## Centros dependientes
Centros dependientes del hospital Juan Ramón Jiménez:
- Hospital Vázquez Díaz